# LimeChat
LimeChat - to opensource'owy klient sieci IRC przeznaczony dla systemu OS X. Został napisany przez Satoshi'ego Nakagawe. LimeChat wykorzystuje framework RubyCocoa oraz silnik WebKit. Motywy tego programu wykorzystują natomiast pliki CSS oraz YAML.